# Vanderhorstia dorsomacula
Vanderhorstia dorsomacula és una espècie de peix de la família dels gòbids i de l'ordre dels perciformes.

## Morfologia
- Les femelles poden assolir 3,95 cm de longitud total.[4]

## Hàbitat
És un peix marí, de clima tropical i bentopelàgic que viu fins als 25 m de fondària.

## Distribució geogràfica
Es troba a Papua Nova Guinea.

## Observacions
És inofensiu per als humans.